# 日名本町
日名本町（ひなほんまち）は、愛知県岡崎市の町名。丁番を持たない単独町名であり、小字は設置されていない。

## 地理
岡崎市の西部に位置する。

### 番地
| - 1 - 2 - 3 - 4 - 5 - 6 | - 7 - 8 - 9 - 10 - 11 - 12 | - 13 - 14 - 15 - 16 - 17 - 18 |

## 世帯数と人口
2019年（令和元年）5月1日現在の世帯数と人口は以下の通りである。
| 町丁     | 世帯数  | 人口  |
| -------- | ------- | ----- |
| 日名本町 | 339世帯 | 782人 |

### 人口の変遷
国勢調査による人口の推移
| 1995年（平成7年）  | 767人 | [ 5 ] |  |
| 2000年（平成12年） | 773人 | [ 6 ] |  |
| 2005年（平成17年） | 758人 | [ 7 ] |  |
| 2010年（平成22年） | 712人 | [ 8 ] |  |
| 2015年（平成27年） | 716人 | [ 9 ] |  |

## 学区
市立小・中学校に通う場合、学区は以下の通りとなる。
| 番・番地等 | 小学校             | 中学校             | 高等学校普通科 |
| ---------- | ------------------ | ------------------ | -------------- |
| 全域       | 岡崎市立広幡小学校 | 岡崎市立城北中学校 | 三河学区       |

## 歴史
額田郡日名村の一部を前身とする。
中世、鎌倉時代には三河守護として岡崎を拠点としていた足利氏の被官上杉氏の館があったとされる。

### 沿革
- 1976年（昭和51年）3月25日 - 岡崎都市計画中部土地区画整理事業の換地処分に伴い、日名町の一部より日名本町が成立[1]。

### 史跡
- 日名屋敷

## 施設
- 釈尊寺
- 日名水源送水場
- 川上酢店（2021年1月6日破産手続開始決定）[12]

## 交通
- 都市計画道路岡崎環状線[13]
- 明治川緑道

## その他

### 日本郵便
- 郵便番号 : 444-0916[3]（集配局：岡崎郵便局[14]）。

## 参考資料
- 「角川日本地名大辞典」編纂委員会 編『角川日本地名大辞典 23 愛知県』角川書店、1989年3月8日。ISBN 4-04-001230-5。
- 有限会社平凡社地方資料センター 編『日本歴史地名大系第23巻 愛知県の地名』平凡社、1981年。ISBN 4-582-49023-9。